# زرده تخم‌مرغ

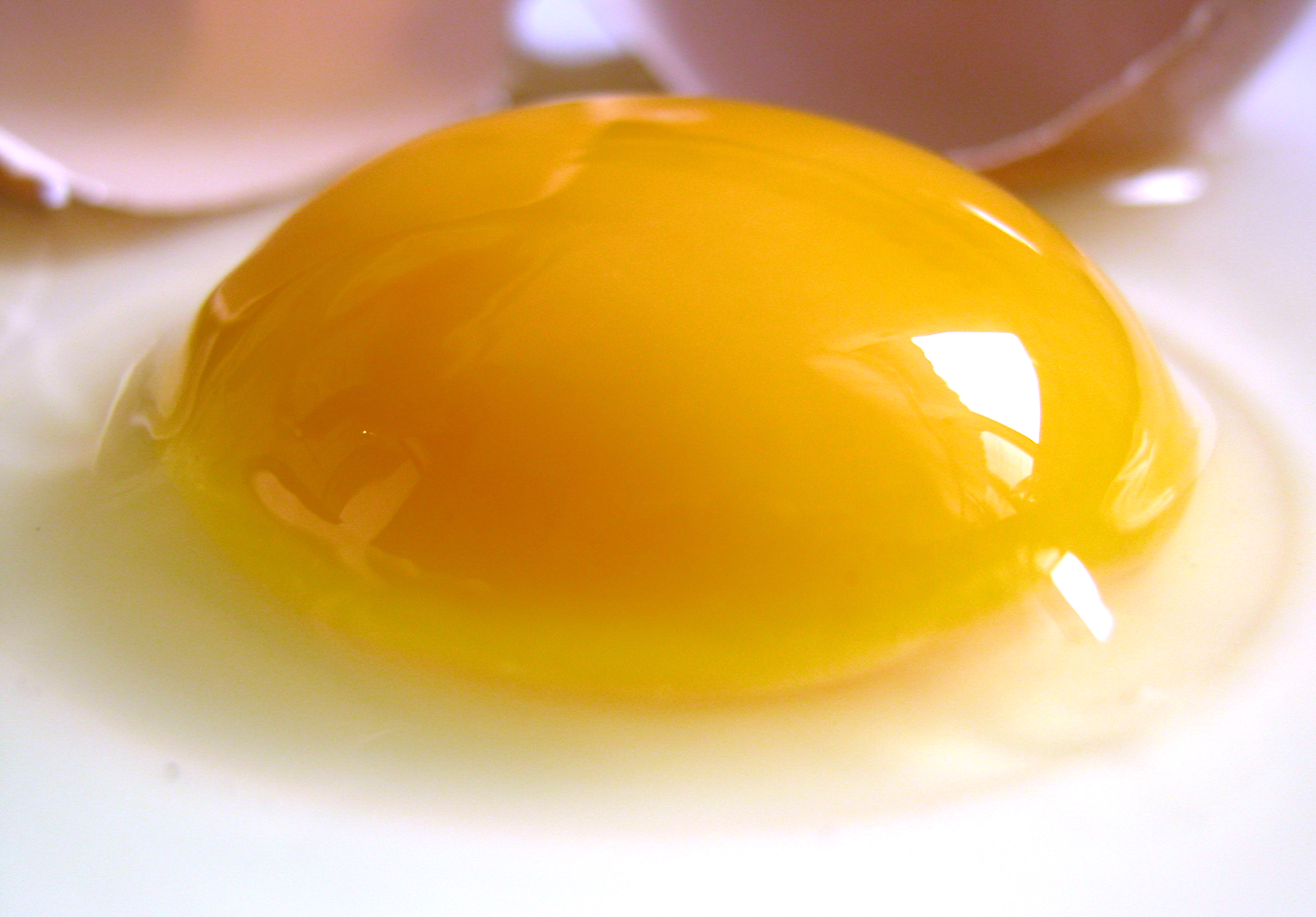
زرده تخم‌مرغ خام

زرده تخم مرغ قسمتی از تخم مرغ است که رویان در حال رشد را تغذیه می‌کند. به عنوان یک غذا، زرده منبع عمده‌ای از ویتامین‌ها و مواد معدنی است. ترکیبات زرده حاوی چربی و کلسترول و در حدود یک پنجم پروتئین است. 

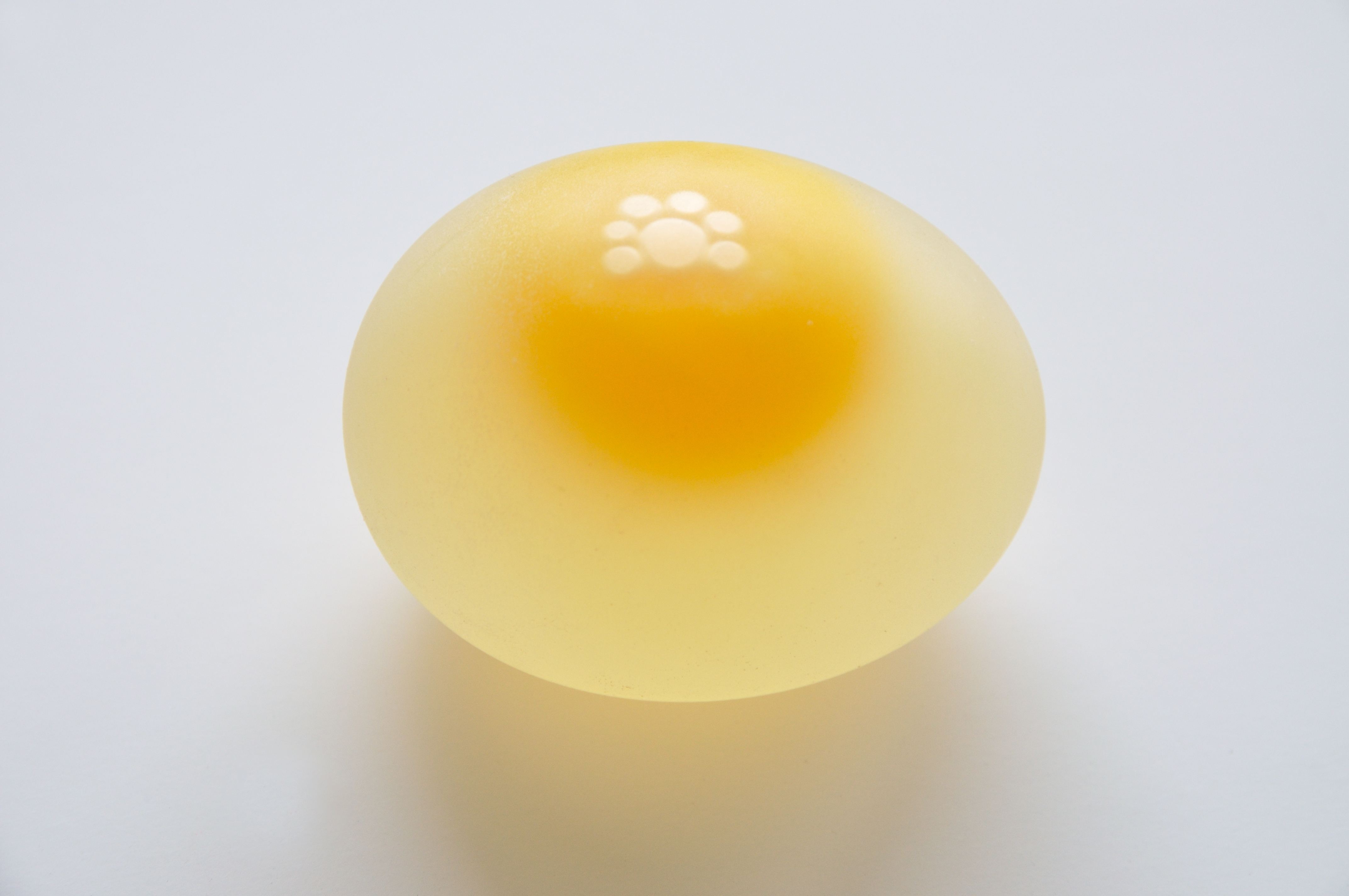
بیشتر انسان‌ها در رژیم غذایی خود از انواع تخم مرغ استفاده می‌کنند. در این نگاره دو قسمت خوراکی این ماده غذایی دیده می‌شود. در این تخم مرغ (نوعی که معمولاً" مصرف می‌شود) بدون پوسته، سفیده و زرده مشاهده می‌گردد. سفیده مایعی شفاف است که زرده را در بر می‌گیرد. این مایع دارای ۹۰٪ آب و ۱۰٪ پروتئین محلول می‌باشد. زرده نیز گویی زرد رنگ و پایدار است که همه چربی و کلسترول یک تخم مرغ در آن ذخیره است. حدود نیمی از زرده را انواع پروتئین تشکیل می‌دهد. این تخم مرغ بدون پوسته از قرار دادن یک تخم مرغ طبیعی در سرکه ظرف مدت ۴۸ ساعت حاصل شده‌است.